# Sion (Biblia)
Sion (héberül: ציון), más néven Zion, Szión vagy Cion eredetileg Jeruzsálem legmagasabb és egyben Izrael legszentebb dombja, amely a várostól délkeletre állt, az Ófel dombtól és a Templom-hegytől délkeletre. Az ókori név erődítményt, várat jelentett, és talán az Ófel-en levő jebuzeus vár neve volt, amelyet Dávid király elfoglalt.
Később, amikor Salamon király temploma felépült, már az egész templomhegyet és annak környékét így nevezték. 

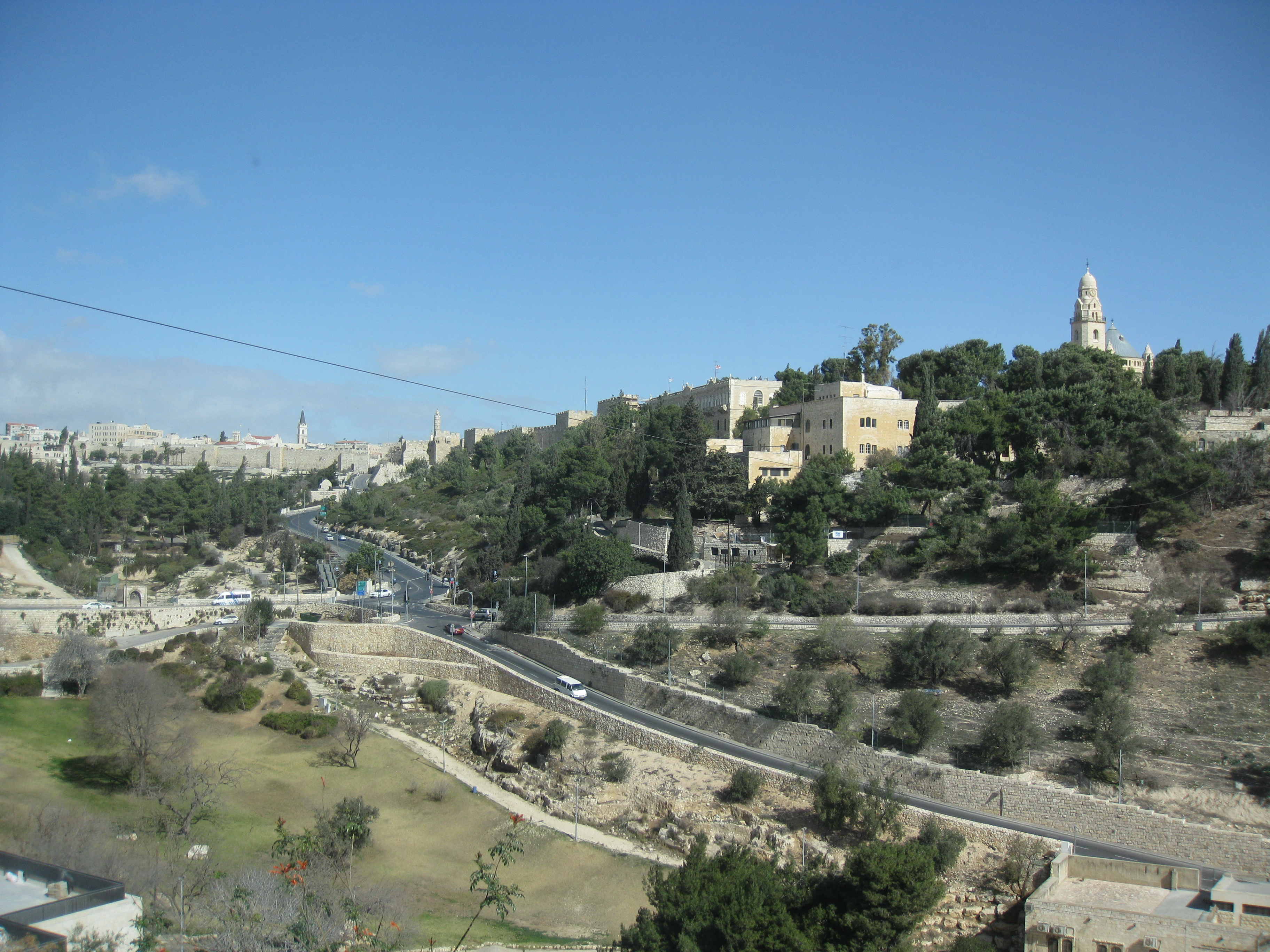
A Sion hegye napjainkban

Sion egyes prófétai írók könyveiben Jeruzsálemnek is a szimbólumává vált, a Biblia gyakran így nevezi a várost: Sion leánya. Majd már nem csak Jeruzsálem városát, hanem egész Izraelt, Júda földjét, és a népet is ezzel a névvel illették. A 65. Zsoltár már a lelki Sionról beszél, a hívők közösségére alkalmazza a nevet.
Az Újszövetségben Sion jelentése az üdvösség jelképe és a megváltott ember lakóhelyét, a mennyországot jelképezi.
Egy téves azonosítás miatt a középkor óta a jeruzsálemi felsőváros területét nevezték Sionnak. Azt hitték, hogy itt van eltemetve Dávid, vagyis itt van Dávid városa is. Ma már tudjuk, hogy Dávid városa az Ófel-en volt, de a Sion-hegy elnevezés a déli domb neveként megmaradt. Ezt a dombot Jézus korában is városfal vette körül, amely később elpusztult.
Napjainkban a földrajzi Sion hegye a jeruzsálemi óváros déli részén található, az örmény negyed részeként, a déli városfal közelében. Tetején áll a Nagyboldogasszony bencés apátság (Hagia Maria Sion Abbey). Nyugaton és délen a Gyehenna-völgy (Gé-Hinnom) mély szakadékai tátonganak.